# سونگ جی نا
سونگ جی نا (کره‌ای: 송지나؛ زادهٔ ۱۲ سپتامبر ۱۹۵۹) فیلم‌نامه‌نویس اهل کره جنوبی است. او به خاطر نویسندگی آثاری همچون چشمان بامداد، افسانه و سرنوشت شناخته می‌شود.